# Rock barrial
O rock barrial, rock chabón ou rock cabeza é uma corrente do rock and roll argentino, nascida no final da década de 1980, onde as letras das bandas abordam frequentemente temas relacionados às experiências e interesses da juventude proletária, geralmente utilizando gíria de rua e tendo em seu público uma presença significativa de as classes sociais baixa e média baixa.
Atualmente na Argentina, apesar do declive do gênero durante a década de 2000, as bandas ainda conservam considerável popularidade. Mais além do aspecto comercial, observa-se uma enorme quantidade de seguidores marcando presença nos shows.

## História

### Antecedentes e nascimento
O rock pesado argentino do princípio dos anos 70 possuía muitas letras que tratavam sobre temas da vida cotidiana em bairros e subúrbios, como muitas músicas do Pappo. Somado a isso, seus shows também eram as vezes dados em pequenos bares e pubs de diferentes bairros de classe média baixa de Buenos Aires e seu região metropolitana, mostrando um caso de underground com inspiração suburbana. Até os anos 90 este estilo seria considerado underground.
Desde os anos 80, paralelamente ao apogeu do pop rock, houve bandas que, partindo-se de um ponto marginal, cresceram realizando uma série de ações próprias das bandas under. No princípio da referida época a Argentina experimentou uma “primeira época dourada do heavy metal”, com toda uma corrente de bandas under metaleras lideradas pelo grupo V8. Entretanto, outras bandas como Patricio Rey y sus Redonditos de Ricota haviam crescido exercendo um estilo de rock que desembocaria diretamente no rock barrial. O livro História del Rock Argentino publicado em 1986, de Osvaldo Marzullo e Pancho Muñoz, havia classificado ambas as bandas como “rock marginal”. Outras das características que, segundo o dito livro, se destacava nas duas bandas eram seus desenvolvimentos, apesar da falta de apoio de produção; e também a origem contraposta (ou “abaixo”) da cultura dominante, convertendo-se em representantes do circuito underground. Estas características seriam influências do rock barrial, ainda que também influenciariam outros gêneros, como o punk rock local. O blues de Memphis la Blusera e Mississippi Blues Band também havia influenciado o gênero com sua temática.
Ratones Paranoicos foi uma banda formada em 1983 e também havia sido classificados como parte do “rock marginal”, assim como uma banda underground. O livro supracitado menciona que “tiveram várias mudanças em sua formação”, entretanto, desde o princípio eles tocavam um estilo de rock imitando os Rolling Stones. Em 1989 nascia a banda Viejas Locas, em 1992 Guasones e em 1993 foi a vez dos Jóvenes Pordioseros. Estas bandas seriam, juntamente com os Ratones Paranoicos, os principais expoentes de uma cena dentro do rock barrial denominada rock stone pela imprensa na década de 1990 (devido à influência do grupo britânico na sua sonoridade) e que inclui também um grande número de bandas underground.
Em 1987, o pop rock, reinante na Argentina, começou a perder peso frente a cena marginal devido a vários fatores: o sucesso do grupo Sumo e dos Patricio Rey y sus Redonditos de Ricota, somadas à visita dos Ramones na Argentina, que ocasionou a ressuscitação do punk (formando bandas insígnias como Attaque 77 e 2 Minutos); a popularização de estilos tropicais como o reggae (encabeçado por Los Pericos) e o ska (encabeçado por Los Auténticos Decadentes e Los Fabulosos Cadillacs); e a mudança na temática do próprio pop rock com os discos do grupo Vírus e Soda Stereo. A morte de Luca Prodan, líder da banda Sumo, avivaria a chama do rock marginal.
Além disso havia algumas causas extra-musicais: a pobreza na Argentina, a decadência institucional e moral que o país experimentou durante o corrupto governo de Carlos Saul Menem e o crescimento desde meados dos anos 80 das torcidas organizadas de futebol.
No final da década de 80 nasceram também várias outras bandas importantes que foram rotuladas dentro do rock barrial: Divididos, Los Piojos, Bersuit Vergarabat, Las Pelotas e La Renga.
Em meados dos anos 90, apesar do crescimento do “novo rock argentino” sua ascensão era lenta e modesta, ainda não havia conseguido desenvolver-se por completo. Nenhuma banda pertencente a esse movimento havia alcançado ainda um segmento massivo de público como as bandas pop dos anos 80. Sua música, intelectual em alguns casos (e que exigia várias leituras para sua compreensão e bom gosto, estavam longe de ser demagógica) também estava desenvolvendo-se. Devido a estes fatores o movimento ainda  era muito vulnerável  ao surgimento de um novo fenômeno musical que fosse simples e acessível para o público mais marginal.

### Apogeu e definição
Em 1994, a banda de punk rock 2 Minutos publicou o seu primeiro álbum (Valentín Alsina), e foi o que marcou para a imprensa a consolidação definitiva do que se chamava rock barrial, pois embora outras bandas (Ratones Paranoicos, Los Piojos, La Renga, etc.) tivessem sido classificadas como parte desta tendência pelo tipo de público que tinham (e por vezes as próprias origens das bandas), ainda mantinham muitas vezes metáforas na sua música e, por vezes, linguagem indirecta. No caso de 2 Minutos, não só a origem social da banda era proletária, como as letras do seu primeiro álbum eram inteiramente focadas em temas como bebidas alcoólicas, brigas, problemas com a polícia, etc., utilizando também linguagem direta e calão da rua.
Em 1995 os Rolling Stones chegaram à Argentina, país que fazia parte da turnê Voodoo Lounge Tour. Os integrantes da banda escolheram como bandas de abertura dos shows os Ratones Paranoicos e Viejas Locas. Sua influência foi absorvida pelo rock local, dando mais popularidade ao rock stone, cena que na sua grande maioria faz parte do rock barrial e que capturou toda a atenção do público, abafando outras cenas como o novo rock. Indiretamente, isto também fez com que o rock barrial em geral ganhasse popularidade.
O qualificativo “barrial” justifica-se pelo fato de que as bandas que o formaram provêm dos distintos bairros e subúrbios de classe média baixa (em alguns casos, classe baixa) dentro ou ao redor da grande Buenos Aires, professando a identificação assim a identificação suburbana mencionada. O fato do estilo também ser classificado de “rock chabón” corresponde a que seus seguidores são majoritariamente jovens do sexo masculino.

### Repercussão
Depois da morte de Luca Prodan, a banda Sumo se desintegrou gerando dois novos conjuntos musicais: Divididos e Las Pelotas. O terceiro disco dos Divididos, La era de la Boludez, fez que a banda fosse considerada  por certos meios como o álbum "Lado A" da banda Sumo, opinando que Las Pelotas era o “Lado B”, no entanto os primeiros também brilhariam na cena underground. No início dos anos 2000 (e depois do seu hit “Será”), a popularidade do grupo Las Pelotas estava em plena ascensão, apesar de que depois da saída do seu principal membro o futuro da banda ficou pendente.
Além disso, ao conseguir levar às multidões sua temática suburbana, indiretamente havia para o êxito de várias outras bandas que flertavam com o estilo. O rock barrial indiretamente contribuiu para a decolagem de bandas argentinas de blues que até então eram conhecidas apenas no circuito underground. Entre elas estão Memphis la Blusera e Mississippi Blues Band, que por sua vez haviam influenciado o próprio estilo.
O rock barrial também foi responsável pela ascensão de um fenômeno social: incentivou o crescimento das torcidas organizadas e evidenciou a pobreza na Argentina. O estilo também influenciaria a música que viria anos mais tarde, em especial a cumbia villera, além dos gêneros contemporâneos ao estilo, como as influências ao reggae argentino que, segundo a mídia local, poderia ser considerado uma espécie de “reggae stone”.

### Críticas
Mesmo gozando de um sucesso retumbante o rock barrial, desde o princípio, foi criticado por uma grande parte da sociedade e dos músicos da época.
Houve críticas para toda a cultura “chabón” em geral. A imprensa especializada advertiu sobre o empobrecimento na linguagem que o rock barrial ou chabón implicava e sua carência criativa de falar repetidamente sobre temas que seus intérpretes julgassem polêmicos. Claudio Díaz, autor do Libro de Viajes y Extravios: un Recorrido por el Rock Argentino (1965-1985), opinou que a música estava cada vez mais sem sentido, que a planificação do rock era parte de um fenômeno geral de empobrecimento relacionado com as mudanças nas coordenadas culturais do rock e da sociedade em geral. Segundo suas próprias palavras, “o rock dos anos 70 até os anos 80 estava fortemente ancorado pela literatura, poesia e filosofia, intimamente relacionado com os movimentos vanguardistas. Isso agora não existe mais. O mundo das referências culturais, desde a popularização do que se tem chamado de rock chabón, é o bairro, o futebol, a cerveja, etc”.
Em seu livro El Rock Perdido, Sergio Marchi argumenta que com Patricio Rey y sus Redonditos de Ricota, os referentes do rock nacional voltaram-se estereotipados, ora criticavam a televisão e a mídia sensacionalista ora exaltavam a vida cotidiana dos bairros, das galerias e das ruas, era o caso de bandas como Los Piojos e La Renga, que, segundo o autor, transformaram grandes artistas como Fito Paez e Gustavo Cerati em “dinossauros” ou, mais radicalmente, em inimigos. Mais adiante Marchi criticou o rock barrial, entre outras coisas, por sua falsidade, dizendo que seus intérpretes escondiam sua falta de talento, dizendo também que tocavam mal porque eram autênticos, que eles acreditavam que não saber tocar era um mérito. Marchi declarou que eles achavam que se soubessem três tons musicais já podiam formar uma banda; que, segundo a “filosofia do gênero”, se você não é daqueles que toma uma cerveja na esquina você é um careta (burguês ou frívolo), o jornalista acredita que o rock não nasceu para aprisionar, mas sim para proporcionar liberdade, mas esclarece que não é a liberdade de sair por aí fazendo o que quiser sem medir as consequências, mas sim ter a oportunidade imaginar o mundo diferente e fazer arte a partir desta ideia. Em tom um pouco mais radical o sociólogo Pablo Semán disse que “o rock chabón é pobre assim como a Argentina decadente”.
Luis Alberto Spinetta argumentou que no se interessava pelo gênero e que gostava de uns poucos músicos deste cenário. Fito Páez também fez críticas ao rock barrial e disse sem rodeios que “um povo que se fundamenta na ignorância gera tragédias, e esta coisa de tribos argentinas é algo terrível e homicida porque te deixa na ignorância”. Os irmãos Fernando e Grabriel Ruiz Díaz, do grupo Catupecu Machu argumentaram que era um gênero demagógico, que os grupos apelam para letras que falam de drogas e vícios para vender e que muitos eram hipócritas pelo fato de quererem copiar os Rolling Stones, mas não se comportavam como eles. Por sua parte Aprile Sosa, do conjunto musical Cuentos Borgeanos, disse que o rock barrial é nefasto.
A banda Marzo de 76 havia criticado a atitude chabón ou barrial no sentido de que no punk rock, quando iam se apresentar, o público se embebedava e brigavam ao invés de interiorizarem-se com suas ideias e escutar a música. Novamente o termo “punk chabón” aparecia em 2006 pelo motivo do lançamento do disco Yo Estuve Ahí, Nosotros También do grupo Bulldog, no suplemento No do jornal argentino Página/12, que recebeu esta qualificação devido a atitude da referida banda na arte do disco, porque “implicava um excesso de protagonismo popular, de campo”.
A versão “cultura chabón” do ritmo cumbia, a cumbia villera, recebeu inumeráveis críticas. A respeito do gênero reggae, o vocalista do grupo Los Cafres disse à revista Rolling Stone de setembro de 2008, que “a cena de reggae estava dominadas pela pose do reggae chabón, das tolices sobre a maconha e pela camiseta de Marley”. O termo “reggae chabón” ainda foi nomeado e criticado mais algumas vezes pelos seguidores do ritmo jamaicano.

### Decadência
São vários os fatos apontados como causadores da decadência do rock barrial. Pode-se mencionar o trágico incêndio na casa noturna República Cromañón; aparição de outros gêneros musicais que atraíram a atenção do público (como a cumbia villera e o pop eletrônico) e algumas atitudes de bandas que pertenciam ao gênero (desmembramento de grupos).
Já em 1998, o álbum Último Bondi a Finisterre, do grupo Patricio Rey y sus Redonditos de Ricota,  decidira sair da típica pose barrial para adentrar-se no rock instrumental. Quatro anos mais tarde esta banda se separaria e Iván Noble (vocalista da banda) começaria uma carreira musical solo, adotando atitudes e um modo de vida mais semelhante à de um “burguês”, como ele mesmo de descreveu. Em fevereiro de 1999 duas pessoas morreram em um recital da mencionada banda, no festival Buenos Aires Vivo II, e nos momentos finais do show alguns sujeitos munidos com facas – que diziam pertencer à tribo dos rolingas ou stones – assaltaram espectadores do show.
No fim de 2001 o fenômeno under da cumbia villera se faria massivo, reflexo da grave crise que a Argentina enfrentou. No mesmo ano nasceria Miranda!, uma banda de pop eletrônico que anos mais tarde chegaria ao sucesso. O ano de 2002 não foi bom para os gêneros marginais em geral (a exceção da cumbia villera). As separações de Caballeros de la Quema e Patricio Rey y sus Redonditos de Ricota se somariam ao apogeu da cumbia villera, a morte do um grande expoente do punk rock local, Ricardo Espinoza (vocalista de Flema).
Em 2003 a cumbia villera continua sendo um êxito de massas, arraigado firmemente nas zonas mais pobres do país. A partir deste ano o referido gênero começaria, progressivamente, a perder peso comercialmente e muitas das agrupações deixariam o gênero cumbia villera para serem classificados simplesmente como cumbia.
O conjunto musical Miranda! se tornou massivamente conhecido neste mesmo ano enquanto outras bandas, como Catupecu Machu e Árbol, lançariam novos trabalhos discográficos distantes da temática barrial e altamente executados nas rádios argentinas. Foi justamente no final deste ano que aconteceu a tragédia na casa noturna República Cromañón, onde se viram envolvidos, entre outros, o grupo Callejeros, banda de rock barrial. Este fato foi o que mais evidenciou a decadência do estilo.
As mudanças seguiram e a moda do pop eletrônico dos grupos Miranda! e Nerdkids (que conquistou grande popularidade junto à tribo dos “alternos”) entre 2004 e 2007 somou-se à popularização dos fotologs (que deu origem aos floggers, uma nova tribo urbana) e o boom das carreiras solo de cantores pop, como Gustavo Cerati e Vicentico.
Em 2007 as outras bandas do “novo rock argentino” que sobreviveram, Massacre e El Otro Yo, se tornaram populares depois que começou a tocar nas rádios seus novos álbuns. Várias bandas mostraram novos trabalhos discográficos que, assim como as “sobreviventes” do ano de 2004, se distanciavam dos gêneros marginais. Entre ela pode-se mencionar os grupos Las Pelotas, Catupecu Machu, Kapanga e Árbol. Além disso, 2007 foi o ano do retorno às atividades da banda Soda Stereo, cujo grande sucesso comercial não demorou em evidenciar a vigência do pop. As novas bandas do rock barriam, como La Trifásica, com sua canção “La Colo y el Yoni”, mostraram uma interesse em se aproximar das melodias da moda para conseguirem triunfar.
Em 2008 continuou acentuado a decadência dos estilos musicais marginais. A banda Jóvenes Pordioseros, insígnia do movimento, se separou e, igual como aconteceu com os Intoxicados, seu líder decidiu que em Hijos del Oeste e Los Descarrilados – suas seguintes bandas – fosse tocados vários estilos musicais. Em visível decadência criativa as novas bandas de cumbia villera começaram a copiar suas antecessoras (como Pibes Chorros e Damas Gratis). Já no panorama mainstream continuava crescente o sucesso do novos artistas e bandas pop e se popularizavam novas tribos como os emos e os floggers. Esta última tribo (com tendências à música eletrônica, à estética frívola e temáticas narcisistas) se destacou do restante e passou a se a moda do momento na Argentina. Foi por causa desse fenômeno cultural e comportamental que não só os rolingas como também outras tribos, como os cumbieros, metaleiros e punks, começaram a depreciar a referida tribo dominante, dando origem a brigas e disputas entre elas. Os floggers deixaram de ser a moda dominante na Argentina no final da década de 2000.

### Atualidade
Apesar de quase dez anos de decadência, no final da década, bandas como La 25, Hijos del Oeste e Píer ainda gozavam de considerável sucesso comercial. No ano de 2009 a banda Viejas Locas, formada na década de 1980, retomaram as atividades com um show no Estádio José Amalfitani. Porém a apresentação em si foi ofuscada pelos incidentes ocorridos antes do show e também pelo retorno de Charly García aos palcos em um mítico show do Luis Alberto Spinetta, chamado “Spinetta e sus Bandas Eternas”, que reuniu as bandas dos dois artistas, ambos nos mesmo estádio.
O rock chabón sofreu outro golpe com a separação dos grupos Los Piojos e Bersuit Vergarabat. O gênero continua em decadência ainda que o ritmo dominante em algumas zonas da cidade, como o oeste da grande Buenos Aires. Em 2006, com a visita dos Rolling Stones, o rock rolinga (e seus seguidores) deu contundentes sinais de que permanece vivo, apesar da vitalidade ser bastante diferente daquela que saturava as rádios e a estética urbana na década de 1990. Ironicamente, o rock barrial parece ter retornado à dimensão mediática inerente à sua identidade, o cenário underground, com seguidores e grupos articulados em subúrbios de Buenos Aires.